# Вергомбера (Ломбардија)
Вергомбера је насеље у Италији у округу Павија, региону Ломбардија.
Према процени из 2011. у насељу је живело 14 становника. Насеље се налази на надморској висини од 195 м.